# Campeonato Mundial de Corta-Mato de 1976
O 4º Campeonato Mundial de Corta-Mato foi realizado em 28 de Fevereiro de 1976 em Chepstow, País de Gales. 

## Resultados

### Corrida Longa Masculina

#### Individual
| Medalha | Atleta       | País       | Tempo |
| Ouro    | Carlos Lopes | Portugal   | 34:48 |
| Prata   | Tony Simmons | Inglaterra | 35:04 |
| Bronze  | Bernie Ford  | Inglaterra | 35:07 |

#### Equipas
| Medalha | Selecção   | Marca   |
| Ouro    | Inglaterra | 90 pts  |
| Prata   | Bélgica    | 118 pts |
| Bronze  | França     | 187 pts |

### Corrida Júnior Masculina

#### Individual
| Medalha | Atleta     | País           | Tempo |
| Ouro    | Eric Hulst | Estados Unidos | 23:54 |
| Prata   | Thom Hunt  | Estados Unidos | 24:07 |
| Bronze  | Nat Muir   | Escócia        | 24:17 |

#### Equipas
| Medalha | Selecção       | Marca  |
| Ouro    | Estados Unidos | 16 pts |
| Prata   | Espanha        | 60 pts |
| Bronze  | Inglaterra     | 91 pts |

### Corrida Longa Feminina

#### Individual
| Medalha | Atleta            | País            | Tempo |
| Ouro    | Carmen Valero     | Espanha         | 16:20 |
| Prata   | Tatyana Kazankina | União Soviética | 16:39 |
| Bronze  | Gabriella Dorio   | Itália          | 16:56 |

#### Equipas
| Medalha | Selecção        | Marca  |
| Ouro    | União Soviética | 33 pts |
| Prata   | Itália          | 59 pts |
| Bronze  | Estados Unidos  | 64 pts |